# Bare to cm flamingo

Bare to cm flamingo (Originaltitel: Mick Harte was here) er en amerikansk børnebog fra 1995 af forfatteren Barbara Park.
Den handler om den 13-årige pige Fanny, der prøver at forholde sig til sin brors, Michael, død i en trafikulykke.
Han falder over en sten og bliver kørt over og dør fordi han ikke ville bruge den cykelhjelm, som titlen henviser til.
Bogen vandt, i 1998 en William Allen White Children's Book Award.